# Cathédrale Notre-Dame-de-l'Annonciation de Nancy
Pour les articles homonymes, voir Annonciation (homonymie).
Cette  primatiale et basilique n’est pas la seule cathédrale Notre-Dame-de-l'Annonciation.
La cathédrale primatiale Notre-Dame-de-l'Annonciation et Saint-Sigisbert de Nancy est une cathédrale catholique située place Monseigneur-Ruch à Nancy, au sein du département de Meurthe-et-Moselle, en région Lorraine. De nombreux auteurs indiquent à tort qu'elle possède également le statut de basilique mineure. En réalité, depuis 1867, la cathédrale jouit des indulgences liées aux basiliques majeures romaines.
La cathédrale fait l'objet d'un classement au titre des monuments historiques depuis le 9 août 1906.
En 2024, la cathédrale de Nancy a accueilli plus de 187 600 visiteurs, ce qui en fait le monument le plus visité de Nancy, après la place Stanislas.

## Histoire

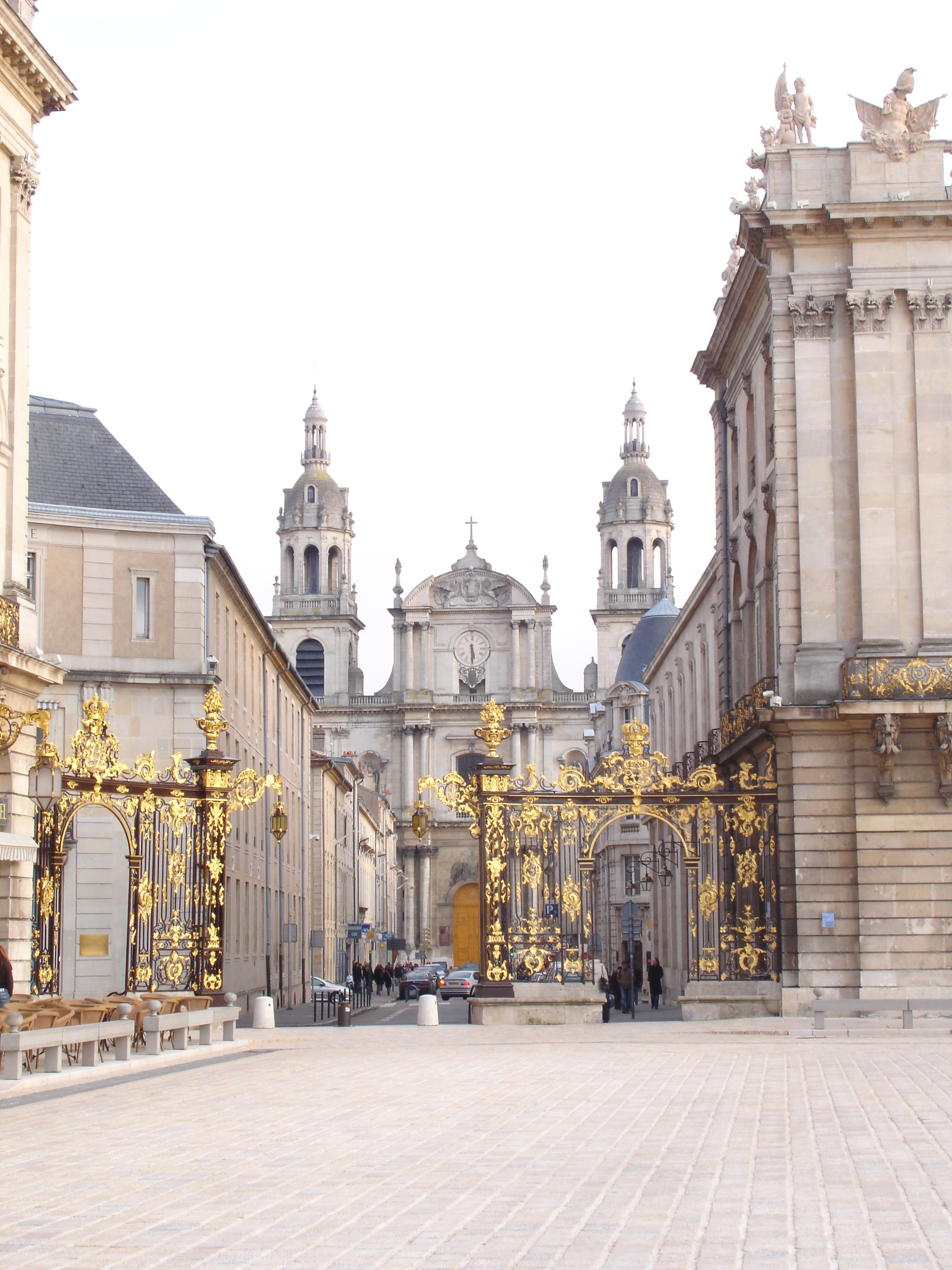
La cathédrale vue depuis la place Stanislas.

Au Moyen Âge, les villes de Metz, Toul et Verdun, soumises à l'autorité de leur prince-évêque, ne dépendaient pas du duché de Lorraine, lequel ne possédait donc pas de siège épiscopal dans son territoire et sa capitale, Nancy, dépendait alors de l'évêché de Toul. Lorsque ce dernier fut sous tutelle française à partir de 1552 (cf. Trois-Évêchés), les ducs de Lorraine tentèrent d'obtenir un siège épiscopal à Nancy. Après maints efforts, ils obtinrent l'élévation de l'Église de leur capitale au rang de siège primatial en 1602.
En attendant la construction de la primatiale (c'est-à-dire l'actuelle cathédrale), une église provisionnelle a été érigée sur le site qu'occupe actuellement l'église Saint-Sébastien de Nancy. Une seconde église provisionnelle a été construite dans le quartier actuel de la cathédrale, entre la rue des Chanoines et la rue Montesquieu, car le quartier de Saint-Sébastien commençait à devenir étroit pour loger les chanoines.
La construction de l'actuel édifice n'a commencé qu'en 1703 sous le règne du duc Léopold Ier de Lorraine, et fut poursuivie par le roi de Pologne Stanislas Leszczynski. Insatisfait par l'existence d'un simple chapitre primatial dans son duché, le duc Léopold propose diplomatiqueemnt en 1717 la création d'un évêché à Saint-Dié. Malgré l'appui du pape, le régent de France Philippe d'Orléans, bien que beau-frère du duc, s'opposa fermement à la création d'un évêché Lorrain (1721). La première messe y fut célébrée le 1er novembre 1742.
Avec la mort du roi Stanislas Leszczynski et la réunion définitive de la Lorraine à la France, plus aucune barrière politique n'empêchait — enfin — la création d'un évêché à Nancy. Le très grand diocèse de Toul fut démembré pour former les trois diocèses de Toul (à l'aire géographique fortement réduite), de Nancy et de Saint-Dié, tous suffragants de l'archevêché de Trèves. Le nouveau diocèse de Nancy prit comme cathédrale la primatiale de Lorraine à Nancy. L'évêque de Nancy cumule depuis le titre de primat de Lorraine.
Alors que Charles Lavigerie, évêque de Nancy, venait d'être désigné archevêque d'Alger, la cathédrale reçut en outre, du pape Pie IX en 1867, comme privilège les « indulgences des Stations qui se gagnent dans les diverses basiliques de Rome », ce que rappelle une grande plaque de marbre à l'entrée de l'édifice.

## Architecture

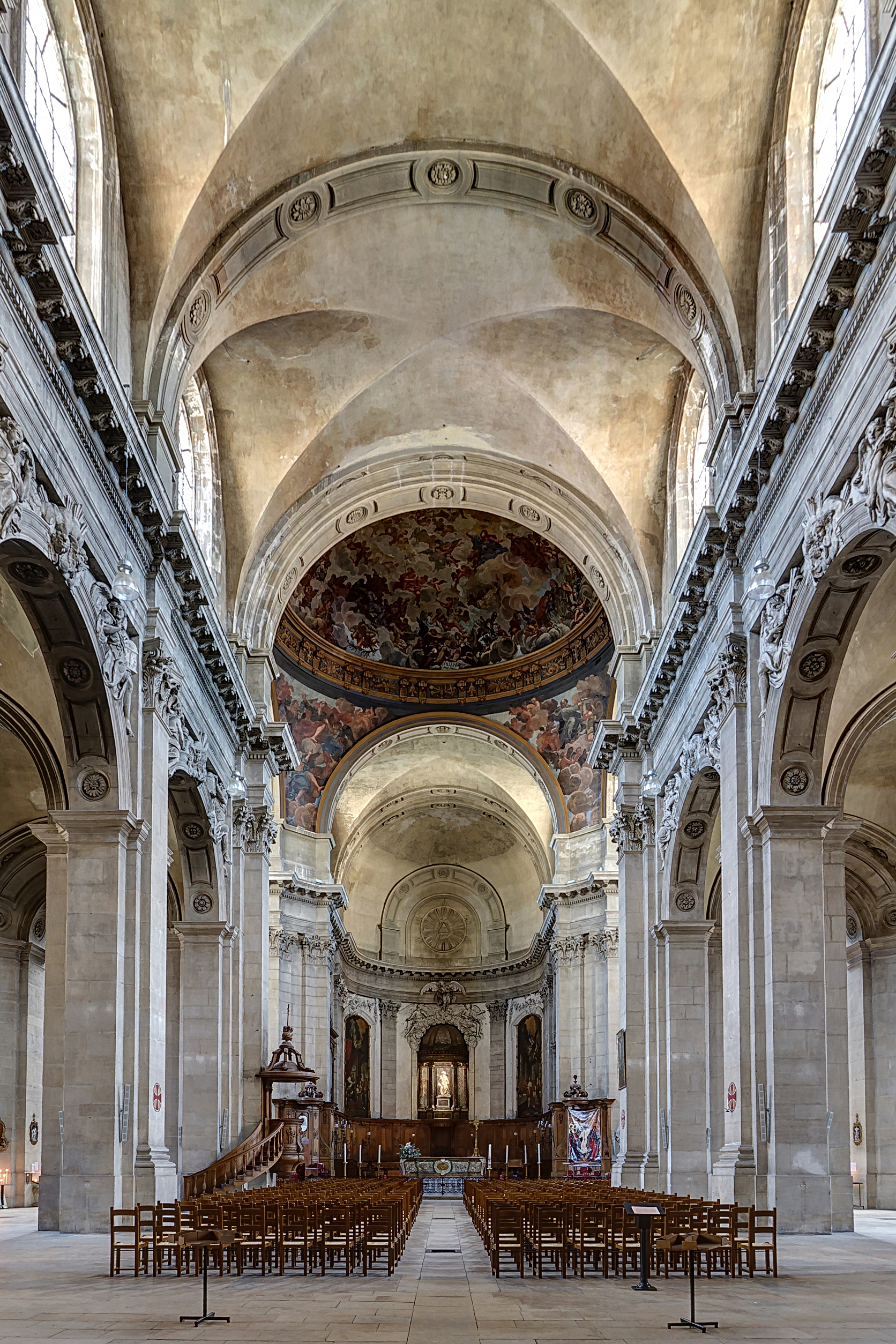
La nef en direction du chœur.

Les plans ont été conçus en 1700 par l'architecte Giovan Betto qui s'inspira de l'église Sant'Andrea della Valle de Rome. Le plan fut modifié par Jules Hardouin-Mansart et la cathédrale terminée à l'économie par Germain Boffrand.
Le plan intérieur est en forme de croix latine. Dans sa largeur, il comprend une nef, deux collatéraux et deux bas-côtés comprenant chacun trois chapelles. La nef est composée d'une demi-travée où se trouve l'orgue, de deux travées complètes, d'un transept surmonté en son centre d'une coupole, d'une quatrième travée qui va de la coupole aux sacristies et d'une abside semi-circulaire qui atteint les murs extérieurs des sacristies (avec saillie sur rue).
La nef mesure 60 m de longueur pour un peu moins de 14 m de large. L'ensemble de la cathédrale est d'ordre corinthien. Dans la nef, des anges sculptés présentent des attributs symboliques de la Vierge Marie. Le maître-autel de marbre polychrome est de 1763. Il est entouré de stalles dessinées par Boffrand, dont la principale porte le chiffre du primat Charles-Joseph de Lorraine.
L'édifice est typiquement classique et d'une assez grande sobriété : le décor sculpté se limite aux colonnes. En revanche, à la croisée du transept, une coupole est décorée d'une fresque dédiée à la « gloire céleste » exécutée par un artiste nancéien, Claude Jacquart, entre 1723 et 1727. Deux des chapelles latérales sont ornées de grilles de Jean Lamour réalisées entre 1751 et 1755 peu de temps avant qu'il ne forge celles de la place Stanislas toute proche, les autres chapelles sont fermées par des grilles réalisées par son élève François Jeanmaire en 1759.
La façade présente un équilibre classique avec au sommet du corps central, un frontispice (le projet initial prévoyait d'élever un dôme ce qui explique un écartement plus important que la normale entre les deux tours). Les deux corps latéraux sont coiffés de deux tours de base carrée, surmontées de pavillons octogonaux et recouverts de dômes et lanternons que Victor Hugo baptisa les « poivrières Pompadour ».
Il faut noter la présence d'un Christ en croix de bois peint attribué autrefois à Ligier Richier ; ainsi que le trésor qui comporte de nombreux objets liturgiques du Xe siècle qui ont appartenu à saint Gauzelin, évêque de Toul.
Une plaque apposée sur la façade de la cathédrale rappelle le souvenir d'Eugène Tisserant (1884–1972), cardinal, doyen du Sacré-Collège, membre de l'Académie Française, natif de Nancy.

## Tableaux
Parmi les œuvres de Claude Charles actuellement classées monument historique au titre d'objets quatre d'entre elles se trouvent dans la cathédrale :
- Les Pauvres servis par saint Sigisbert ;
- Le Couronnement de saint Sigisbert ;
- Le Christ chez Marthe et Marie ;
- La Flagellation (tableau 225 x 175).

Dans la chapelle Saint-Joseph se trouve une toile attribuée à Claude Deruet : La  Crucifixion, dans la chapelle du Sacré-Cœur, un Sacré-Cœur peint par Jean Girardet, dans la chapelle à droite de l'abside, une Assomption de Jean Girardet et dans la chapelle à gauche de l'abside, une Apothéose de saint Sigisbert de Lejeune, (1776).

## Culte de Saint-Sigisbert
Bien que la cathédrale soit consacrée à Notre-Dame de l'Annonciation, un culte particulier est rendu à saint Sigisbert, roi d'Austrasie, dont les reliques, qui étaient conservées à la cathédrale dans la niche du chœur et étaient restées intactes depuis mille ans, furent profanées à la Révolution française et remplacées, sous l'Empire, par une statue de la Vierge à l'Enfant de 1669 due à César Bagard. Une statue du roi-saint orne la façade, une chapelle latérale lui est dédiée, et les deux tableaux du chœur dépeignent l'un son couronnement, l'autre le souverain servant les pauvres. La chapelle absidiale de gauche est ornée d'un autre tableau de saint Sigisbert représentant son apothéose.
Quelques reliques, notamment une côte, ont échappé à la destruction lors de la Révolution. Un nouveau reliquaire en bois doré et couronné, pour rappeler la dignité royale de saint Sigisbert, a reçu ces dernières. Il est actuellement exposé dans une des chapelles latérales de la cathédrale.

## Ordinations épiscopales
Depuis le concordat de 1801, les ordinations épiscopales suivantes ont eu lieu à la cathédrale de Nancy :
- le 18 novembre 1855, consécration de Louis-Auguste Delalle, évêque de Rodez ;
- le 2 juin 1904, consécration de Henri Delalle (de), petit-neveu du précédent, évêque de Thugga (de) et vicaire apostolique du Natal ;
- le 16 juillet 1913, consécration de Charles Ruch, évêque titulaire de Gerasa (de), coadjuteur de Charles-François Turinaz, évêque de Nancy ;
- le 14 février 1935, consécration de Henri-Jean Houbaut, évêque de Bayonne ;
- le 8 décembre 1947, consécration de Louis de Bazelaire, archevêque métropolitain de Chambéry ;
- le 21 novembre 1966, consécration de Jean-François-Marie Streiff, évêque de Nevers ;
- le 9 octobre 1976, consécration de Jacques Delaporte, auxiliaire de Jean Albert Marie Auguste Bernard, évêque de Nancy ;
- le 2 juin 1991, consécration de Jean-Paul Jaeger, coadjuteur de Jean Albert Marie Auguste Bernard.

## Le grand orgue
Construit par Nicolas Dupont entre 1756 et 1763, le grand orgue a été agrandi par Jean-François Vautrin (1814), reconstruit par Aristide Cavaillé-Coll (1861) puis transformé par la manufacture Haerpfer-Erman en 1965.
Il a fait l'objet d'importants travaux d'entretien en 2012, réalisés par Laurent Plet et Bertrand Cattiaux. De 2021 à 2024, l'orgue fait l'objet d'une grande restauration, afin de lui restituer son état historique lors de sa restauration par Cavaillé-Coll et en y intégrant des améliorations techniques qui favorisent une nouvelle esthétique sonore : toute la partie instrumentale — soit 4 200 tuyaux — sont démontés, transportés, rénovés et rassemblés. Les buffets sont quant à eux nettoyés et traités. Les organistes titulaires sont Johann Vexo (depuis 2009) et Guillaume Beaudoin (depuis 2014).

## Les cloches
Les neuf cloches encore en place sont réparties dans les deux tours : les cinq plus petites dans la tour est (à gauche en regardant la cathédrale de face), les quatre plus grosses dans la tour ouest :
| # | Nom        | Note  | Diamètre | Hauteur | Tour  | Fondeur                | Année |
| - | ---------- | ----- | -------- | ------- | ----- | ---------------------- | ----- |
| 1 | Catherine  | si 2  | 1,55m    | 1,25m   | Ouest | Jean II Queyrat, Nancy | 1742  |
| 2 | Sigisberte | do 3  | 1,40m    | 1,21m   | Ouest | J. Goussel Jeune, Metz | 1867  |
| 3 | Charlotte  | ré 3  | 1,25m    | 1,10m   | Ouest | Goussel, Breuvannes    | 1807  |
| 4 | inconnu    | mi 3  | 1,17m    | 1,03m   | Ouest | Thuillie Fils, Nancy   | 1827  |
| 5 | inconnu    | fa 3  | 1,09m    | 0,91m   | Est   | F. La Chaussée, Nancy  | 1760  |
| 6 | inconnu    | sol 3 | 0,88m    | 0,73m   | Est   | Ch. Martin, Nancy      | 1897  |
| 7 | inconnu    | si 3  | 0,73m    | 0,59m   | Est   | Ch. Martin, Nancy      | 1897  |
| 8 | inconnu    | mi 4  | 0,55m    | 0,51m   | Est   | F. La Chaussée, Nancy  | 1756  |
| 9 | inconnu    | fa 4  | 0,49m    | 0,40m   | Est   | F. La Chaussée, Nancy  | 1756  |

Les deux beffrois sur lesquels reposent les cloches sont en bois. Le beffroi des six plus petites cloches est daté de 1994. Celui des plus grosses cloches est certainement d'origine mais a dû être raboté à l'emplacement de la cloche 4 de façon à laisser suffisamment de place à cette cloche et à la cloche 3 pour sonner dans la même travée. Les cloches sont suspendues à 3 m du sol.

## Galerie

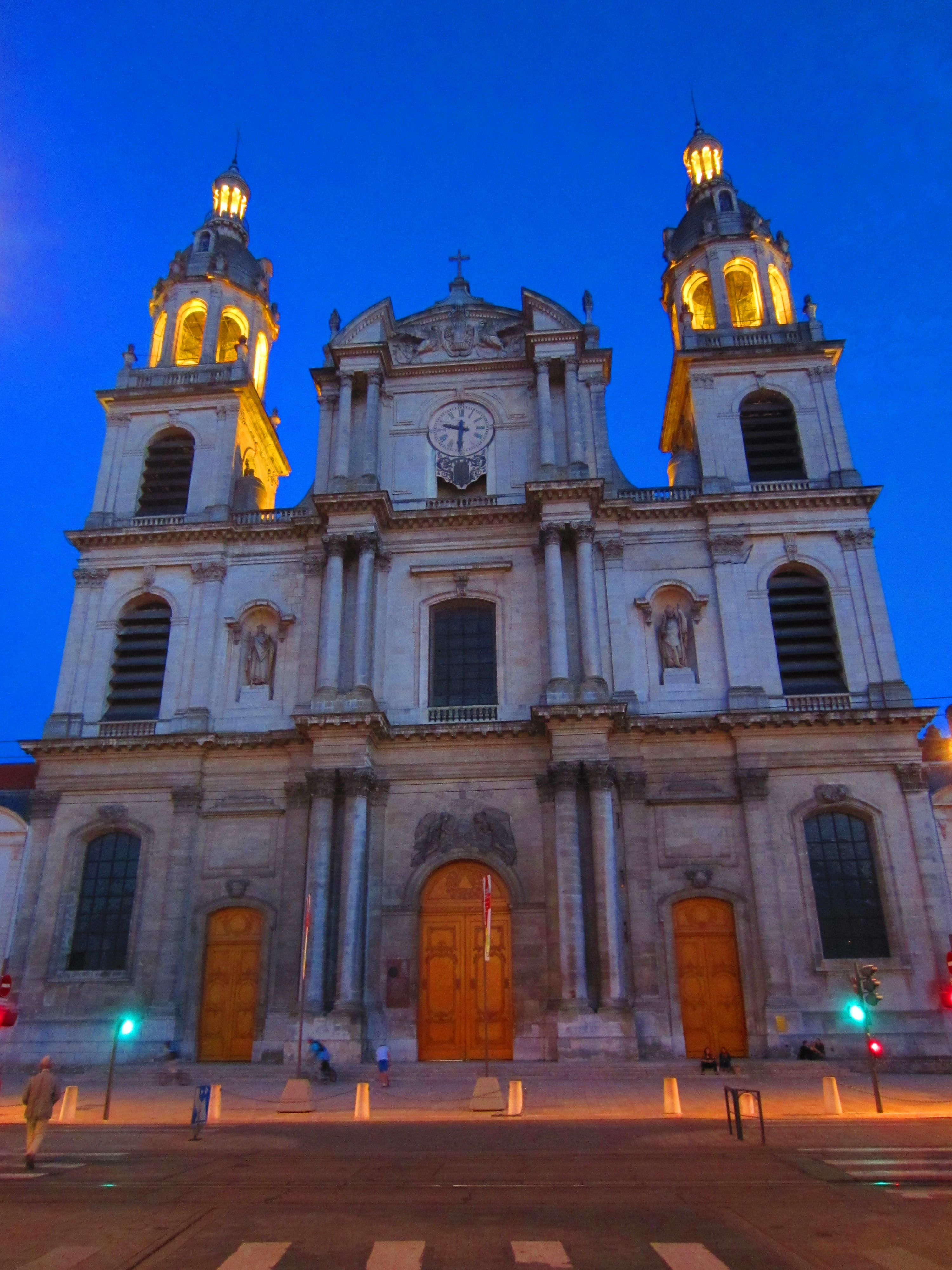
La façade de nuit.
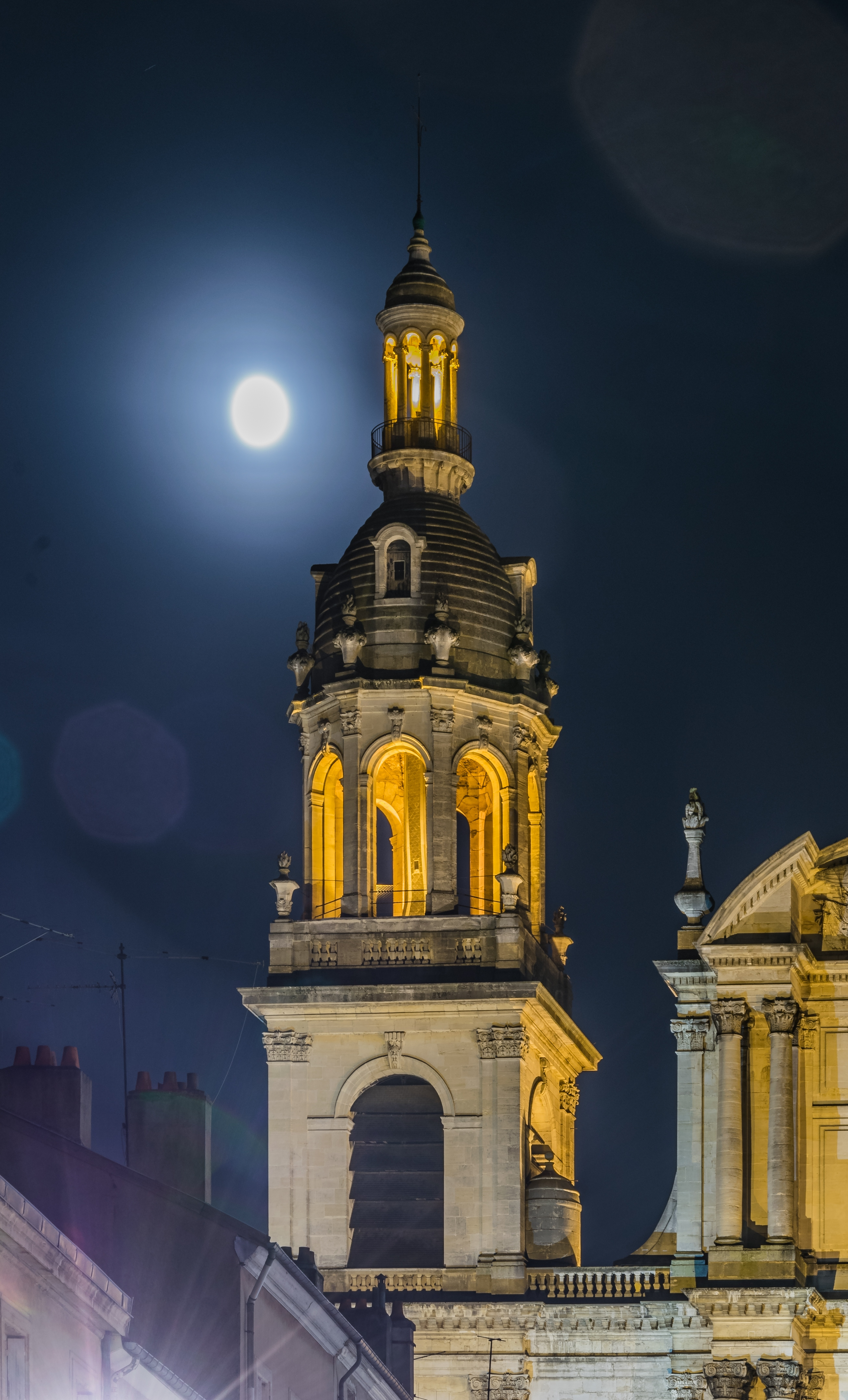
L'une des tours avec lanterne de la façade.
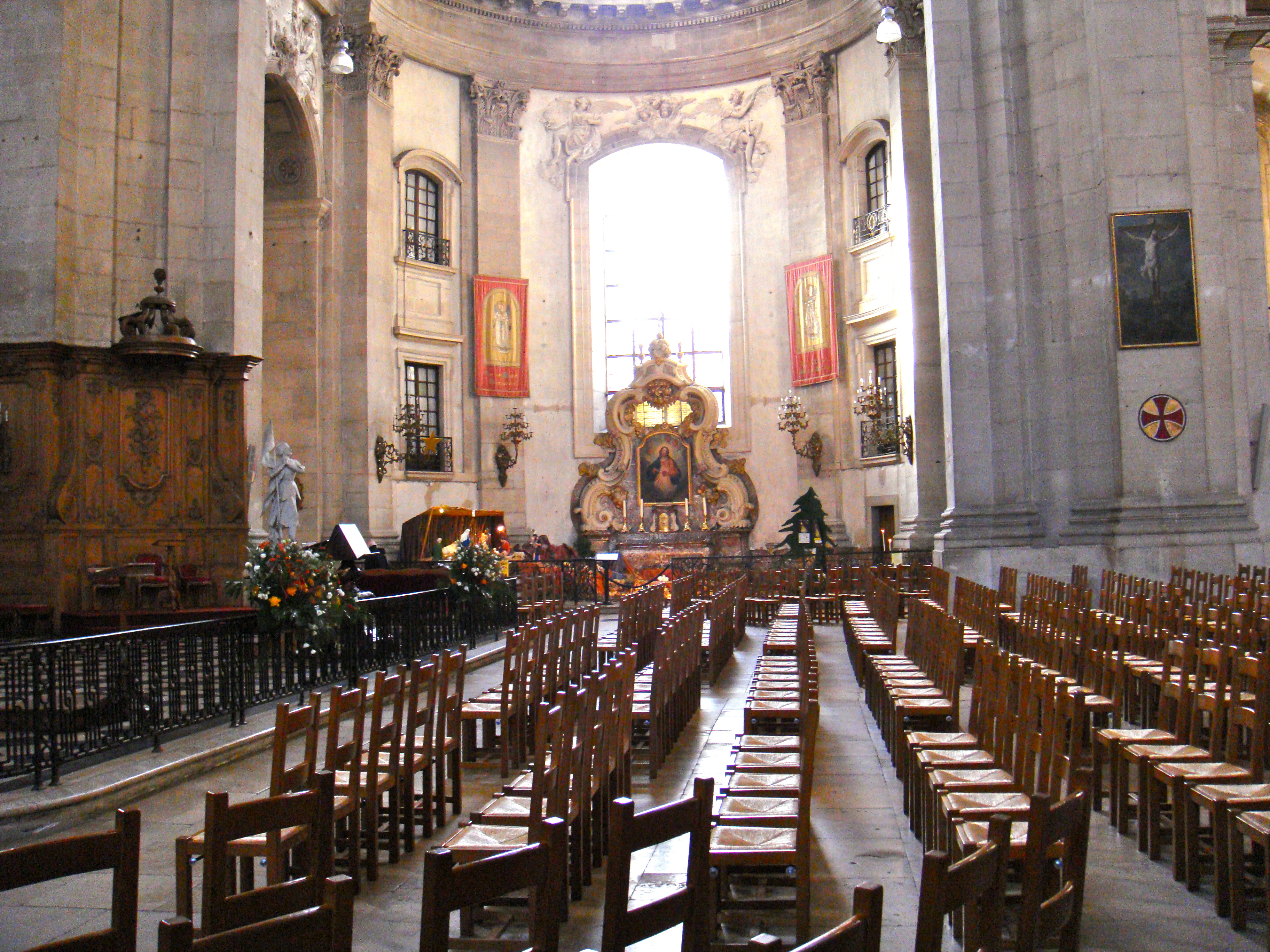
Autel-retable du Sacré-Cœur avec sa toile classée M.H.
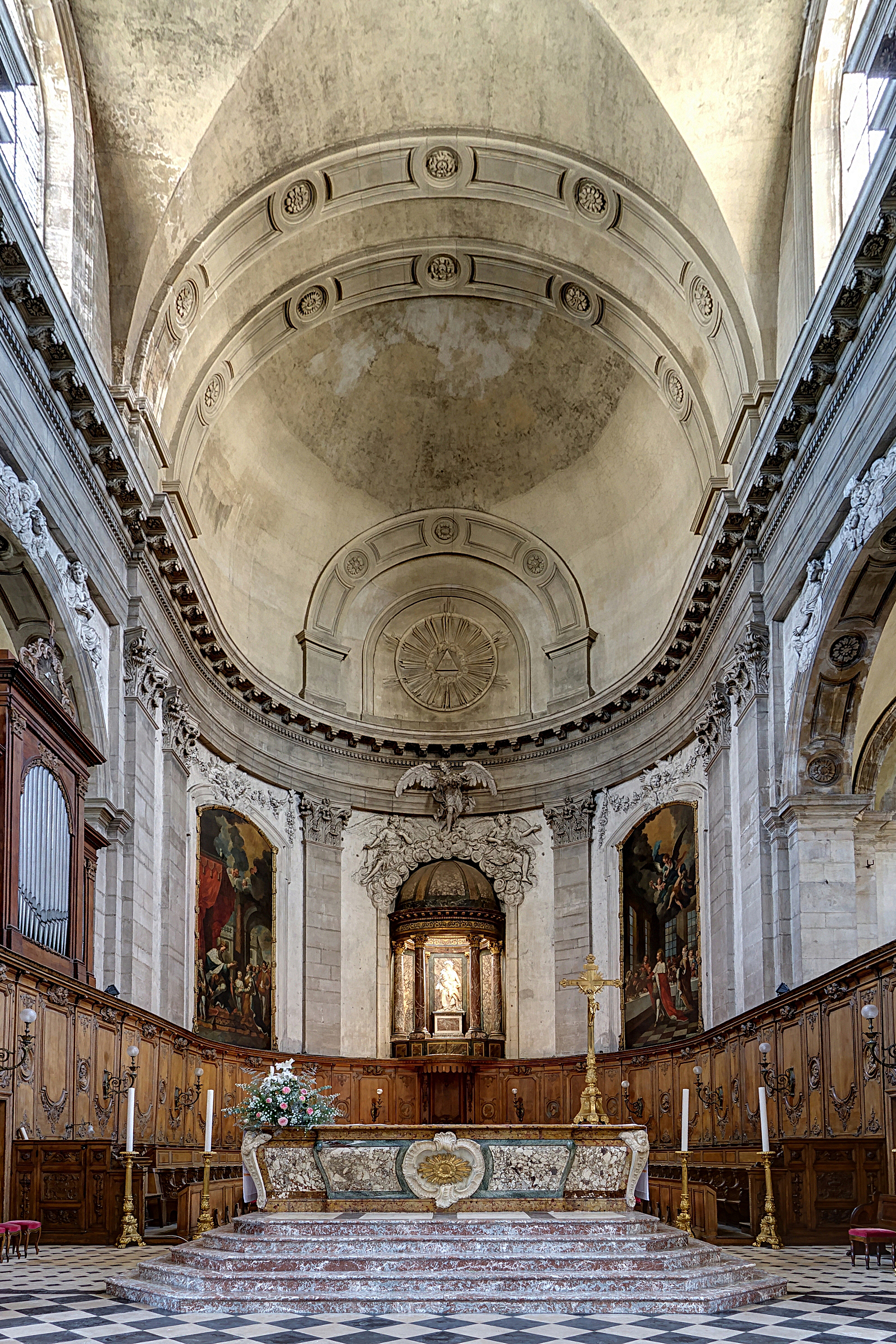
Le maître-autel.
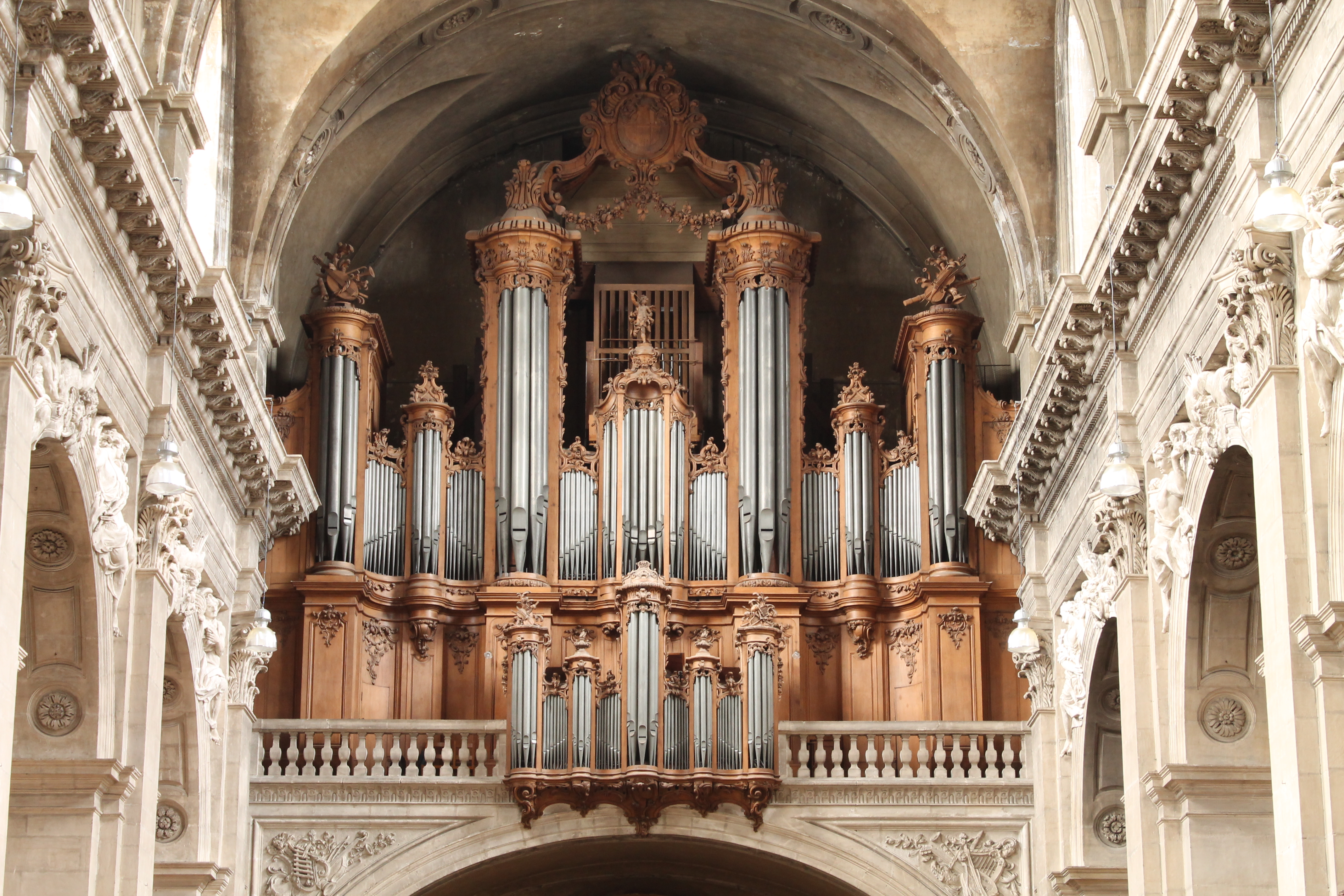
Le grand orgue.
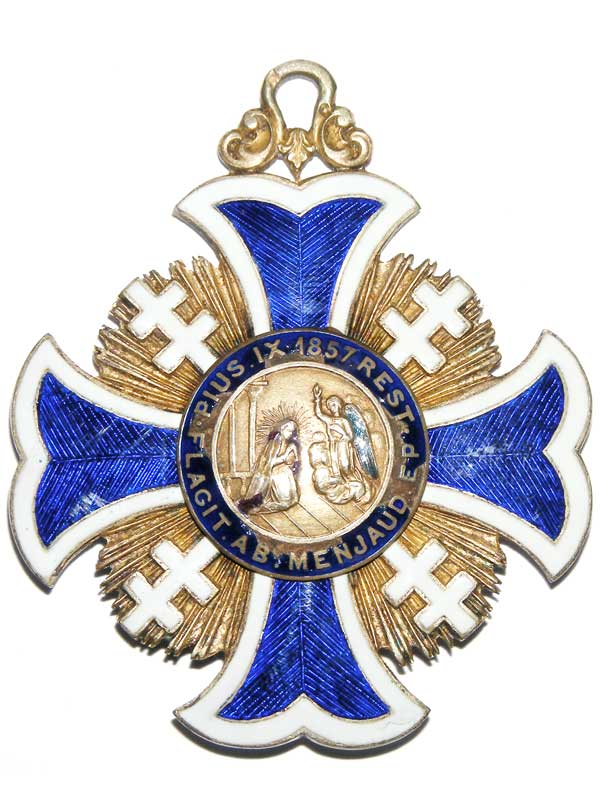
Avers de la croix de chapitre des chanoines de Nancy[9].
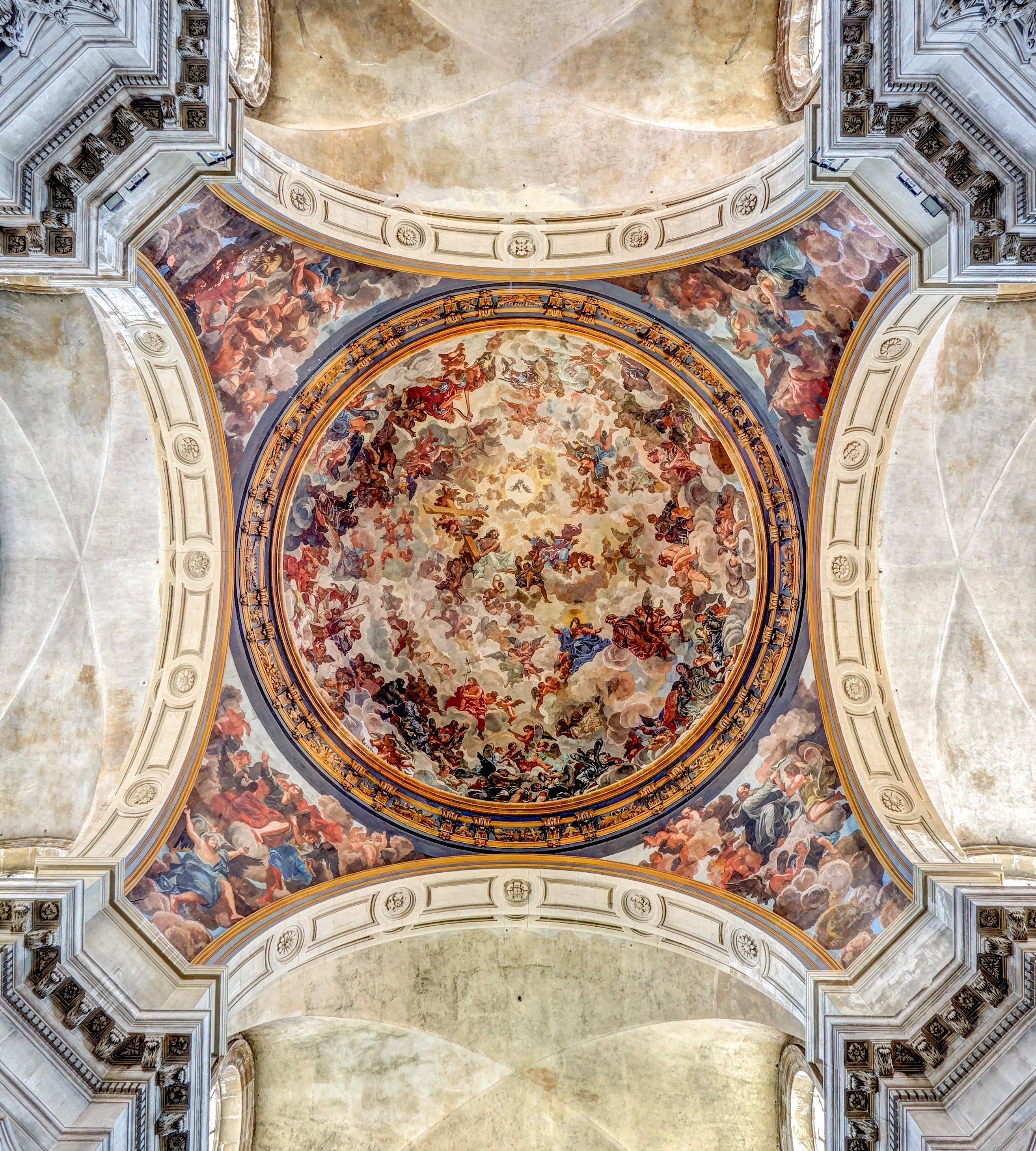
La coupole et ses fresques.
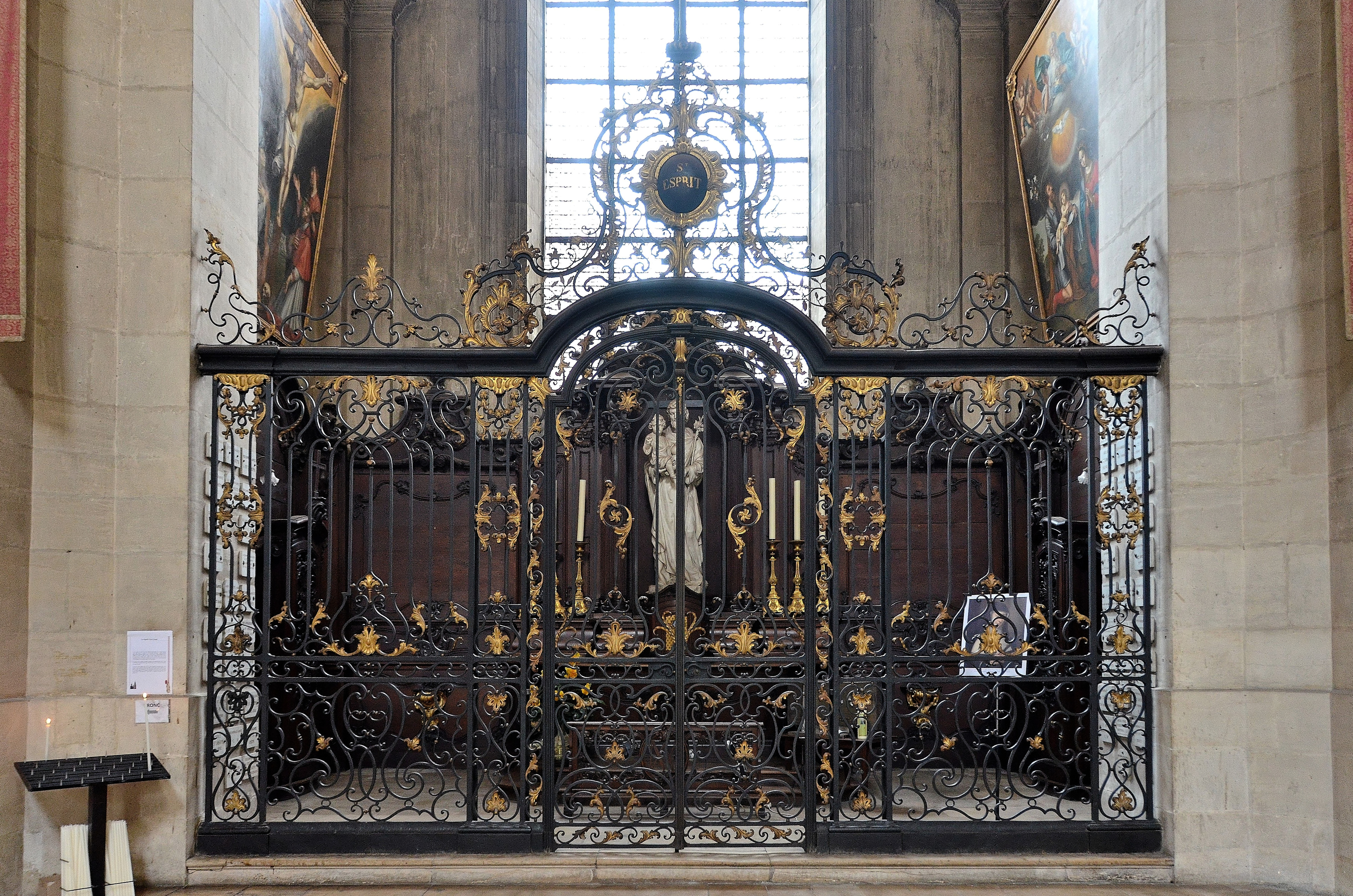
La chapelle Saint-Joseph.